# Pallanuoto ai XIII Giochi panamericani
Il XIII torneo panamericano di pallanuoto si è disputato dal 23 al 30 luglio 1999 a Winnipeg, nel corso dei XIII Giochi panamericani. La città canadese ha ospitato la rassegna per la seconda volta.

In questa edizione ha debuttato anche il torneo femminile, svoltosi nello stesso arco di tempo.

## Torneo maschile
La formula del torneo è stata la stessa delle edizioni più recenti. Le otto partecipanti hanno affrontato una prima fase a gironi che ha qualificato le prime due di ogni raggruppamento alle semifinali.

I campioni in carica statunitensi hanno confermato il titolo di quattro anni prima conquistando il loro ottavo successo continentale.

### Fase preliminare

#### Gruppo A
| 23 luglio 1999 | Canada | 10 – 9 | Argentina |  |

| 23 luglio 1999 | Brasile | 12 – 4 | Porto Rico |  |

| 24 luglio 1999 | Canada | 6 – 3 | Brasile |  |

| 24 luglio 1999 | Porto Rico | 8 – 5 | Argentina |  |

| 25 luglio 1999 | Canada | 13 – 10 | Porto Rico |  |

| 25 luglio 1999 | Brasile | 7 – 6 | Argentina |  |

|    | Squadra    | Punti | G | V | N | P | GF | GS | Diff |
| -- | ---------- | ----- | - | - | - | - | -- | -- | ---- |
| 1. | Canada     | 6     | 3 | 3 | 0 | 0 | 29 | 22 | +7   |
| 2. | Brasile    | 4     | 3 | 2 | 0 | 1 | 22 | 16 | +6   |
| 3. | Porto Rico | 2     | 3 | 1 | 0 | 2 | 22 | 30 | -8   |
| 4. | Argentina  | 0     | 3 | 0 | 0 | 3 | 20 | 25 | -5   |

#### Gruppo B
| 23 luglio 1999 | Stati Uniti | 18 – 0 | Colombia |  |

| 23 luglio 1999 | Cuba | 18 – 3 | Messico |  |

| 24 luglio 1999 | Stati Uniti | 6 – 4 | Cuba |  |

| 24 luglio 1999 | Colombia | 12 – 6 | Messico |  |

| 25 luglio 1999 | Stati Uniti | 20 – 2 | Messico |  |

| 25 luglio 1999 | Cuba | 12 – 6 | Colombia |  |

|    | Squadra     | Punti | G | V | N | P | GF | GS | Diff |
| -- | ----------- | ----- | - | - | - | - | -- | -- | ---- |
| 1. | Stati Uniti | 6     | 3 | 3 | 0 | 0 | 44 | 6  | +38  |
| 2. | Cuba        | 4     | 3 | 2 | 0 | 1 | 27 | 15 | +12  |
| 3. | Colombia    | 2     | 3 | 1 | 0 | 2 | 18 | 36 | -18  |
| 4. | Messico     | 0     | 3 | 0 | 0 | 3 | 11 | 43 | -32  |

### Fase finale

#### Semifinali
| 27 luglio 1999 | Canada | 5 – 8 | Cuba |  |

| 27 luglio 1999 | Stati Uniti | 9 – 3 | Brasile |  |

##### 5º - 8º posto
| 26 luglio 1999 | Porto Rico | 6 – 4 | Messico |  |

| 26 luglio 1999 | Colombia | 9 – 7 | Argentina |  |

#### Finali

##### 7º posto
| 29 luglio 1999 | Messico | 3 – 7 | Argentina |  |

##### 5º posto
| 29 luglio 1999 | Porto Rico | 7 – 9 | Colombia |  |

##### Finale per il Bronzo
| 29 luglio 1999 | Canada | 10 – 8 | Brasile |  |

##### Finale per l'Oro
| 30 luglio 1999 | Cuba | 7 – 11 | Stati Uniti |  |

### Classifica finale
| Pos.    | Squadra     |
| ------- | ----------- |
| Oro     | Stati Uniti |
| Argento | Cuba        |
| Bronzo  | Canada      |
| 4       | Brasile     |
| 5       | Colombia    |
| 6       | Porto Rico  |
| 7       | Argentina   |
| 8       | Messico     |

## Torneo femminile
Il I torneo femminile di pallanuoto dei Giochi panamericani ha visto la partecipazione di cinque formazioni. Le squadre hanno disputato un girone unico dopo il quale le prime quattro hanno disputato le semifinali.

Il primo titolo della storia è andato al Canada.

### Fase preliminare
| 23 luglio 1999 | Brasile | 7 – 4 | Cuba |  |

| 23 luglio 1999 | Stati Uniti | 16 – 2 | Porto Rico |  |

| 24 luglio 1999 | Brasile | 8 – 6 | Stati Uniti |  |

| 24 luglio 1999 | Canada | 11 – 4 | Cuba |  |

| 25 luglio 1999 | Brasile | 20 – 0 | Porto Rico |  |

| 25 luglio 1999 | Canada | 8 – 7 | Stati Uniti |  |

| 26 luglio 1999 | Canada | 22 – 1 | Porto Rico |  |

| 26 luglio 1999 | Stati Uniti | 10 – 5 | Cuba |  |

| 27 luglio 1999 | Cuba | 5 – 2 | Porto Rico |  |

| 27 luglio 1999 | Canada | 13 – 6 | Brasile |  |

|    | Squadra     | Punti | G | V | N | P | GF | GS | Diff |
| -- | ----------- | ----- | - | - | - | - | -- | -- | ---- |
| 1. | Canada      | 8     | 4 | 4 | 0 | 0 | 58 | 18 | +40  |
| 2. | Brasile     | 6     | 4 | 3 | 0 | 1 | 41 | 23 | +18  |
| 3. | Stati Uniti | 4     | 4 | 2 | 0 | 2 | 39 | 23 | +16  |
| 4. | Cuba        | 2     | 4 | 1 | 0 | 3 | 18 | 34 | -16  |
| 5. | Porto Rico  | 0     | 4 | 0 | 0 | 4 | 5  | 63 | -58  |

### Fase finale

#### Semifinali
| 28 luglio 1999 | Canada | 13 – 2 | Cuba |  |

| 28 luglio 1999 | Brasile | 5 – 6 | Stati Uniti |  |

#### Finali

##### Finale per il Bronzo
| 29 luglio 1999 | Brasile | 9 – 4 | Cuba |  |

##### Finale per l'Oro
| 29 luglio 1999 | Canada | 8 – 6 | Stati Uniti |  |

### Classifica finale
| Pos.    | Squadra     |
| ------- | ----------- |
| Oro     | Canada      |
| Argento | Stati Uniti |
| Bronzo  | Brasile     |
| 4       | Cuba        |
| 5       | Porto Rico  |

## Fonti
- (EN) Todor66.com - Sport statistics Archive, su todor66.com.